# بيدرو ن. ريفيرا
بيدرو ن. ريفيرا (بالإنجليزية: Pedro N. Rivera)‏ هو ضابط أمريكي، ولد في 1945 في سان خيرمان في الولايات المتحدة.